# Lacto vegetarianism

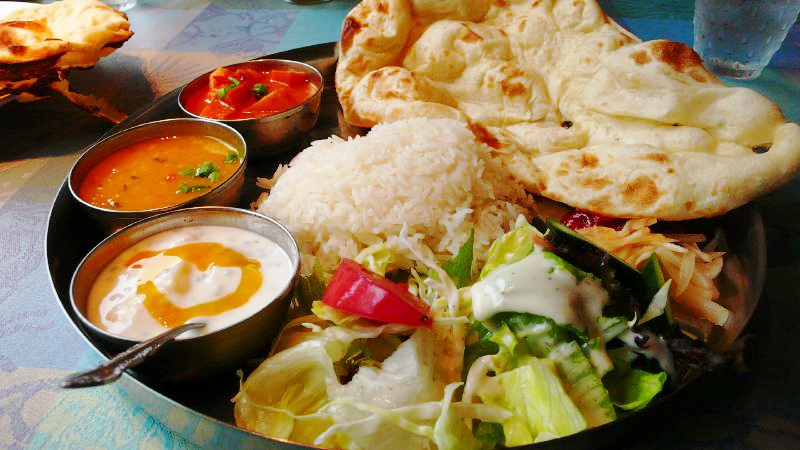
Curry Vegetarian

O dietă lacto vegetariană este la fel ca una vegetariană, dar include și produse lactate, precum lapte, cașcaval, brânză, iaurt, unt, cremă, smântână, dar, ca dietă vegetariană, exclude mezelurile, peștele, stridiile, crustaceele, carnea animală de orice fel și ouăle.

## Etimologie
Originea termenului este din limba latină, de la cuvântul lacto-, însemnând „lapte”. În cultura indiană, prin această dietă se înțelege adesea termenul „vegetarian” (simplu).

## Dieta
Lacto vegetarienii aleg să consume produsele lactate, dar se abțin în mod specific de la ouă, Brânzeturile ce includ cheaguri (de la miel sau vițel) sau iaurturi cu gelatină sunt de asemenea evitate. Această dietă poate fi adoptată de vegetarienii care doresc să-și scadă nivelul de colesterol, luând în vedere că gălbenușul de ou gătit este bogat în colesterol (deci, eliminând opțiunea ovo vegetarianismului).
Un alt motiv pentru alegerea dietei ar fi protestul față de cruzimea din industria cărnii de pasăre. Pe baze etice, unii oameni se opun măcelului puilor masculi nedoriți sau riscului de a mânca un animal neeclozat.
Dietele lacto-vegetariene sunt populare printre mulți adepți a tradițiilor religiilor estice, precum ale hinduismului, jainismului, budismului sau sikhismului. Cea mai mare pondere de astfel de vegetarieni este în India și în teritoriile mediteraneene clasice, unde pitagoreicii sunt/au fost lacto vegetarieni. 